# Roche Bobois
Roche Bobois est une entreprise française fondée en 1960 qui figure parmi les leaders mondiaux du mobilier design haut de gamme.

## Historique

### Aux origines: une rencontre autour du mobilier scandinave
Dans les années 1950, Philippe et François Roche tiennent une boutique à Paris rue de Lyon dans un ancien café-concert. Jean-Claude et Patrick Chouchan ont de leur côté la boutique Au Beau Bois dans la même ville, boulevard de Sébastopol. En 1960, ils font connaissance au salon de Copenhague. L'idée est d'arrêter la fabrication de meubles et, plutôt que de se concurrencer, de s'associer pour importer le mobilier scandinave à Paris. Les Roche et Chouchan décident d'adjoindre à leurs magasins de meubles des boutiques « cadeaux » pour vendre de l'accessoire scandinave. Ces boutiques sont appelées « Compléments d'objets » : textiles, vaisselle, tapisserie y sont vendus, de plus un étage est consacré à la prise en charge de chantiers de rénovation et aménagement. La marque Roche Bobois naît.
La réalisation de la première campagne publicitaire au niveau national en 1961, dans le magazine Elle sous la marque Rochebobois,, scelle leur alliance avec leurs deux noms accolés ; la seconde campagne utilisera Boboisroche ; Elles vont se succéder au rythme de deux par an pendant près de 50 ans.

### 1961-1999: franchise, fabrication et internationalisation
Les années suivantes voient la réalisation du premier catalogue commun et création de leur réseau national sous forme de franchise, sans pour autant posséder d'outil de production propre ce qui est un modèle inédit pour l'époque. Le premier magasin ouvre en 1965 à l’étranger, en Belgique.
La marque ne se cantonne pas au mobilier scandinave et quelques années après sa création, elle importe également du mobilier italien, dont la chaise transparente en plastique « Plia ». L'entreprise décide alors de se remettre à fabriquer des meubles, à partir d'un composite de fibre de verre et de résine polyester. Dès la fin des années 1960, la collection « Ozoo » aux couleurs vives, est créé par Marc Berthier, puis la collection « Twentytube tout aussi colorée ».
En 1970, Philippe Roche et une équipe rencontrent Hans Hopfer (1931-2009) au cours d'un voyage en Allemagne. Son canapé pour « vivre au ras du sol », lancé l'année suivante sous le nom de « Lounge », est depuis 1990 (date de sa réédition) la vente no 1 mondiale de Roche Bobois sous le nom de « Mah Jong »,. Ce canapé est, au cours du temps, habillé par Christian Lacroix, Rosita Missoni avec le motif de sa marque, Kenzo Takada qui s'inspire de kimonos, Sonia Rykiel avec des bandes colorées ou Jean Paul Gaultier,. Par la suite, Hans Hopfer crée plusieurs autres modèles comme le « Player », le « Dromadaire » ou encore l'« Informel ».
L'ouverture du premier magasin au Canada a lieu en 1973 puis le premier magasin Roche Bobois aux États-Unis et en Espagne l'année suivante.
1992 : ouverture du premier magasin en Italie à Naples.
1999 : lancement de son premier site Internet.

### XXIesiècle
Le début du XXIe siècle est marqué par deux évolutions marquantes pour Roche Bobois. Tout d'abord, il est le théâtre du développement international de la marque avec l'implantation de magasins dans le monde sous forme de franchises le plus souvent. Ensuite, des partenariats sont développés avec des designers, architectes et créateurs qui imaginent et créent des meubles et objets pour la marque.
En 2004 s'est déroulée l'ouverture du premier magasin en Chine, ainsi que celle du centième magasin à l’étranger.
Depuis 2009, un concours itinérant de design à l’étranger est organisé à fréquence bisannuelle, le « Roche Bobois Design Awards », mené d’abord en Chine, au Maroc, en 2012 au Royaume-Uni, à New York en 2017 puis Kiev deux ans plus tard. L’objectif est de faire appel aux talents locaux (étudiants d'écoles de design) autour d’un thème. Le projet se voit édité par la marque. De cette démarche est par exemple issu le projet de chaise AVA en injection : conçue par un designer chinois, Song Wen Zhong, fabriquée par un producteur italien.
En décembre 2011, Philippe Roche, cofondateur de l’enseigne, meurt à l'âge de 77 ans. À partir de 2011, Roche Bobois présente une nouvelle collection exclusive tous les six mois[réf. souhaitée]. 
L'année 2012 est marquée par une progression significative à l'international : pour la première fois, Roche Bobois réalise plus de la moitié de son chiffre d'affaires à l'international. Cette croissance est notable en Amérique du Nord. Ce marché historique, où la marque est implantée depuis 1974, devient le second réseau de Roche après la France avec 80 millions de dollars de ventes l'an dernier avec les six boutiques canadiennes. Le magasin de New York-Madison est désormais le premier de la marque.
La même année, Roche Bobois fait pour la première fois de la publicité à la télévision avec un fil institutionnel et le spot baptisé « Jubilation ».
Des ouvertures de magasins ont eu lieu à Londres, Stuttgart, Tenerife et Moscou. En 2013, la marque est présente dans plus d'une quarantaine de pays, à travers 250 magasins dont 80 filiales. En 2014, Roche Bobois, qui a changé d'actionnaire minoritaire l'année précédente, a programmé une douzaine d’ouvertures sur l’exercice à venir (États-Unis, Allemagne, Inde, Pérou, Roumanie, Corée du Sud),.
En 2015, Roche Bobois confirme son attachement aux domaines artistiques et culturels notamment en tant que mécène du Pavillon France de l’Exposition universelle de Milan[réf. souhaitée]. L’année suivante, Roche Bobois conçoit une collection inédite avec l’architecte Jean Nouvel. Cette année-là, la marque connaît un développement important avec 10 nouvelles ouvertures dont 8 à l’international, notamment au Guatemala et en Inde.
En 2017, La marque s’implante au Japon à Tokyo et compte désormais sur un réseau de plus de 250 magasins dans 54 pays.
Cette même année, Roche Bobois célèbre le dixième anniversaire de la bibliothèque Legend, dessinée par Christophe Delcourt, première collection entièrement éco-conçue de la marque française[réf. souhaitée].
En 2018, Roche Bobois présente une nouvelle collection conçue par le designer hollandais Marcel Wanders. Le 6 juillet 2018 la société entre en Bourse.

## Designers

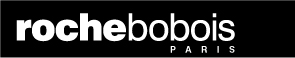

Roche Bobois développe ses collections en collaboration avec de nombreux designers, architectes et créateurs. Fin des années 1960, Pierre Paulin conçoit l'agencement de la première boutique Rive gauche de la marque dont la vitrine notable. L'intérieur du point de vente est entièrement designé de nouveau par Raphaël Navot un demi-siècle plus tard.
Dans les années 1970 à 1980, des grands noms de designers se succèdent : Hans Hopfer, l'architecte italien Luigi Gorgoni.
Il faut ensuite attendre les années 2000 pour retrouver des collaborations avec des designers :
- Collection Métropolis des 40 ans de Roche Bobois par Iosa Ghini
- Collection Ping Pong de Paola Navone[5]
- Canapé Comète de Vladimir Kagan
- Collection Rive Droite de Christophe Delcourt[5], qui signera plus tard la bibliothèque Legend
- Ligne Speed Up de Sacha Lakic
- Table basse Cute Cut[20] par Cédric Ragot
- Collection Furtif de Daniel Rode
- Collection Assemblage de Stéphan Lebrun
- Collection de mobilier par Ora-ïto[9]
- Collection « Globe Trotter » par Marcel Wanders
- Collection « Nativ » par Raphaël Navot[9]

Certaines de ces créations étaient présentées lors de Mobi Boom au musée des arts décoratifs de Paris,.
Des créateurs ou des marques de mode ont également décidé d'apporter leur univers personnel à Roche Bobois : Kenzo Takada, Missoni, Jean Paul Gaultier et Christian Lacroix Maison.

## Actionnaires
Liste des principaux actionnaires au 19 juin 2022 :
| Actionnaire                        | %      |
| ---------------------------------- | ------ |
| Tamburi Investment Partners        | 34,7 % |
| Succession de François Roche       | 21,5 % |
| Famille Roche                      | 10,5 % |
| Formuepleje A/S Fondsmæglerselskab | 9,10 % |
| Jean-Eric Chouchan                 | 4,56 % |
| Marie-Claude Chouchan              | 2,21 % |
| en:Edinburgh Partners              | 1,62 % |
| Margaux Chouchan                   | 1,52 % |
| Leonard Chouchan                   | 1,52 % |
| Antonin Roche                      | 1,45 % |